# San Antonio Hidalgo
San Antonio Hidalgo, även Ranchería de San Antonio, är en ort i Mexiko, tillhörande kommunen Donato Guerra i sydvästra delen av delstaten Mexiko. Orten hade 673 invånare vid folkräkningen 2010.